# AVG PC TuneUp
AVG PC TuneUp, previamente conhecido como TuneUp Utilities, é uma suíte ou grupo de softwares que executam uma variedade de funções em sistemas Windows, tais como a desfragmentação de arquivos, limpeza da memória, cuidados no registro, ajustes visuais, entre muitas outras.